# Книжин, Игорь Борисович
Игорь Борисович Книжин (18 ноября 1962 — 24 января 2016) — российский учёный-ихтиолог, заведующий кафедрой зоологии беспозвоночных и гидробиологии Иркутского университета. Систематик рыб и беспозвоночных.

## Биография
Окончил биолого-почвенный факультет Иркутского университета (ИГУ) (1985).
Карьера в ИГУ:
- 1988—1991 гг. — аспирантура
- 1991—1998 гг. — ассистент, с 1994 г. — инженер кафедры зоологии позвоночных
- 1998—2010 гг. — и. о. доцента, доцент (2000) кафедры зоологии позвоночных
- 2010—2013 гг. — профессор кафедры зоологии позвоночных

С 2013 г. — заведующий кафедрой зоологии беспозвоночных и гидробиологии Иркутского университета.
Диссертации:
- Сообщества рыб водоемов различного типа бассейна верхнего течения реки Лены. /Дисс. на соиск. уч. ст. канд. биол. наук. Иркутск: ИГУ, 1993. — 175 с.
- Хариусы(Thymallus Cuvier, 1829) Голарктики (систематика, филогеография, особенности экологии) /Дисс. на соиск. уч. ст. док. биол. наук. М.:УРАН ИПЭЭ им. А. Н. Северцова, 2009.- 267 с.

Соавтор книг и учебных пособий:
- Тугарина П. Я., Тютрина Л. И., Рыжова Л. Н., Книжин И. Б. и др. 1986. Методика сбора и об-работки материалов по разделу «Ихтиология» (Методические указания) Иркутск, Иркутский ун-т,
- Тугарина П. Я., Тютрина Л. И., Рыжова Л. Н., Книжин И. Б. и др. 1986. Ихтиология. Иркутск, Иркутский ун-т, (Методические указания) Иркутск, Иркутский ун-т,
- Редкие и малоизученные позвоночные животные Предбайкалья: распространение, эколо-гия, охрана /Дурнев Ю. А., Мельников Ю. И., Книжин И. Б. и др.- Иркутск: Изд-во Иркут-ского гос. ун-та, 1996. — 288 с.
- Рыбы озера Байкал и водоёмов его бассейна / И. Б. Книжин и др.- Иркутск: Учеб. пособ. Иркутский ун-т, 2004. — 104 с.
- Кириллов А. Ф., Сивцева Л. Н., Книжин И. Б., Салова Т. А., Свердлова Т. В. Краткий каталог рыб реки Лена: Уч. пособ. Якутск: ЯФ ФГУП «Госрыбцентр», 2012, 40 с.
- Кириллов А. Ф., Ходулов В. В., Книжин И. Б. и др. 2009. Экологический мониторинг гидробионтов среднего течения реки Лены. Якутск: Изд-во ЯНЦ СО РАН, 175 с.

Автор более 200 статей в научных журналах. Сделал около 30 докладов на международных конференциях.